# Habeas corpus
Habеаs corpus („мораш имати тело”) представља важан део енглеског система „историјске уставности" и најважнији документ о правима човека у англосаксонском праву. Основна начела овог инструмента се своде на забрану незаконитог хапшења без судског налога, забрану дуготрајног задржавања у затвору без очигледних доказа о кривици, заштити човека од малтретирања у истрази и изнуђеног признања као и на низ других процесних привилегија. Еволуција овог правног средства је била веома дуга. Започела је у 13. веку, а била је крунисана доношењем закона у парламенту под поменутим називом 1679.
Налог habeas corpus је у осамнаестом веку описао Вилијам Блекстоун као „одличан и ефикасан налог у свим врстама незаконитог затварања“. То је позив који има снагу судског налога; упућује се старатељу (затворском службенику, на пример) и захтева да се затвореник изведе пред суд, и да старатељ предочи доказ о овлашћењу, омогућавајући суду да утврди да ли старатељ има законска овлашћења да затвори притвореника. Ако старатељ поступа ван својих овлашћења, затвореник мора бити пуштен. Сваки затвореник, или друга особа која наступа у њихово име, може поднети захтев суду или судији за издавање налога habeas corpus. Један од разлога да налог затражи неко друго лице, а не затвореник, је тај што би притвореник могао бити држан у самици. Већина јурисдикција грађанског права пружа сличан правни лек за оне који су противправно притворени, али се то не назива увек habeas corpus. На пример, у неким земљама шпанског говорног подручја, еквивалентан лек за противзаконито затварање је amparo de libertad („заштита слободе“).
Право на петицију за издавање налога habeas corpus се ипак дуго славило као најефикаснија заштита слободе субјекта. Правник Алберт Вен Дајси је написао да британски Habeas Corpus закон „не декларише никакав принцип и не дефинише никаква права, али су у практичне сврхе вредни стотину уставних чланова који гарантују слободу појединца“.

## Writ of Habeas Corpus
Већ од 13. века у судском поступку у Енглеске се користио такозвани Writ of Habeas Corpus. To је служило као нека врста наредбе државном службенику, шерифу, на основу које он туженика мора физички да доведе пред суд. Отуд назив ,,habeas corpus" чије је буквално значење "мораш тело (лице)" - подразумева се привести. Основ није био потребан за довођење туженог, само је надлежни орган имао обавезу да обезбеди присуство тог лица у суду одређеног дана.
Habeas corpus је тада означавао наредбу краља шерифу да доведе пред суд лице осумњичено за кривично дело, још увек се његова формула није доводила у везу са идејом личне слободе. Пре би се могло рећи да је служио обрнутој сврси.

## Историјат
У 15. и 16. веку установа Habeas Corpus добија нов смисао. Наиме, почињу да га користе централни (Common law sudovi) ради сузбијања надлежности локалних феудалних судова и проширивања сопствене. Ова наредба постаје начин да се предмет изузме из нижег суда, наравно уз одговарајући разлог због кога виши суд преузима случај. Самим тим Writ of Habeas Corpus прераста у поступак кроз који се могла проверавати законитост и оправданост вођења поступка пред одређеним судом.
Од 17. века почиње да се користи и као средство помоћу кога се може тражити ослобађање од притвора, уколико се не може доказати чврст основ хапшења. 1613. године је за врховног судију именова сер Едвард Коук (Edward Coke) и на основу Habeas Corpus наредбе ослобођен је велики број људи затворених према одлуци тадашњег краљевог канцелара. Habeas Corpus се окреће и ка провери рада извршних органа, односно утврђивању законитости хапшења. Упркос томе државни органи су са лакоћом избегавали право странке да тражи да буде ослобођена. Пример за ово је чувени судски спор "Darnel's Case".
Први закон под називом Habeas Corpus Act је донет 1640. године, када је Чарлс I поново сазвао парламент и већ је у време рестаурације био прихваћен као средство за заштиту слободе личности. Међутим, он је имао озбиљних недостатака: злоупотребе су и даље биле могуће. (Ухапшени се поново хапсио када би једном био пуштен, био би премештан из једног затвора у други затвор, пребацивали би га у Шкотску или неко друго прекоморско место, ван домашаја овог закона.) Било је неколико безуспешних покушаја побољшања овог закона (1668, 1669-1670, 1673-1674, 1675, 1676-1677).
Коначно уз залагање и иницијативу виговаца 26.маја 1679. године у парламенту је као закон изгласан Habeas Corpus Act.
У каснијем развитку Habeas Corpus Act је доживео неколико важних допуна. Већ је енглески Бил о правима (Bill of Rights) из 1689. године донео даље олакшице при коришћењу овог института. Habeas Corpus Act из 1813. је проширио домет овог средства са искључиво кривичног терена на све друге случајеве када је неком лицу угрожена лична слобода. Habeas Corpus Act из 1862. године решава проблем територијалног важења овог института у "прекоморским крајевима", тако што је предвиђено да ову наредбу издају судови у колонијама и доминионима (а не судови у Енглеској), уколико такви судови постоје.